# منوچهر دهقان
منوچهر دهقان سیاست‌مدار و مدیر اجرایی ایرانی بود، که در دوره بیست و چهارم مجلس شورای ملی به‌عنوان نماینده رامهرمز از استان خوزستان، در مجلس شورای ملی حضور داشت.